# Robert Selfelt
Robert Selfelt   (Töreboda Municipality, 22 de maig de 1903 - Karlsborg Municipality, 24 d'agost de 1987) va ser un genet i militar suec, vencedor de dues medalles olímpiques.
El 1948 va prendre part en els Jocs Olímpics d'Estiu de Londres, on va disputar dues proves del programa d'hípica. Guanyà la medalla de plata en la prova del concurs complet per equips, mentre en la del concurs complet individual guanyà la de bronze. En ambdues proves va competir amb el cavall Claque.
El 1949 passà a la reserva.
Fou el secretari general de l'organització de les proves d'hípica dels Jocs de Melbourne de 1956, disputades a Estocolm a causa de la quarantena imposada per les autoritats australianes sobre els cavalls participants en la competició.